# Christian d'Oriola
Christian d'Oriola (Perpinyà, 3 d'octubre del 1928 - Nimes, 30 d'octubre del 2007) fou un tirador d'esgrima nord-català que destacà entre les dècada del 1940 i del 1950, guanyador de sis medalles olímpiques. Fou cosí del genet i medallista olímpic Pere Jonqueres d'Oriola.
Va participar, als 19 anys, en els Jocs Olímpics d'Estiu de 1948 celebrats a Londres (Regne Unit), on va aconseguir guanyar la medalla de plata en la prova individual de floret i la medalla d'or en la prova per equips d'aquesta modalitat. En els Jocs Olímpics d'Estiu de 1952 realitzats a Hèlsinki (Finlàndia) aconseguí guanyar la medalla d'or en aquestes dues mateixes proves. En els Jocs Olímpics d'Estiu de 1956 realitzats a Melbourne (Austràlia) novament guanyà la medalla d'or en la prova individual, si bé en aquesta ocasió s'acontentà amb la medalla de plata en la prova per equips. La seva última participació olímpica fou en els Jocs Olímpics d'Estiu de 1960 realitzats a Roma (Itàlia), on finalitzà cinquè en la prova per equips, guanyant un diploma olímpic; vuitè en la prova individual de floret i novè en la prova per equips d'espasa.
Al llarg de la seva carrera guanyà dotze medalles en el Campionat del Món d'esgrima, vuit d'elles d'or; i dues medalles en el Jocs del Mediterrani.
[[Categoria::Medallistes catalans als Jocs Mediterranis]]